# Магеллан (космический аппарат)
Магеллан — межпланетная станция НАСА, впервые осуществившая подробное и полномасштабное радиолокационное картографирование Венеры с орбиты планеты. Аппарат был запущен с помощью шаттла «Атлантис STS-30» 4 мая 1989 года и проработал до октября 1994 года.

## Описание аппарата
Масса аппарата с топливом — 3,5 тонны, длина — 4,6 метра, диаметр антенны радиолокатора — 3,7 метра. «Магеллан» был оборудован двумя квадратными солнечными батареями с длиной стороны 2,5 м. Фотокамер аппарат не имел. Радиолокатор (длина волны 12,6 см) позволял осуществлять картографию с разрешением 100—300 метров и измерения высоты с точностью 30-50 метров.
Основным подрядчиком по созданию «Магеллана» являлась компания Martin Marietta (ныне Lockheed Martin).

## Исследование Венеры

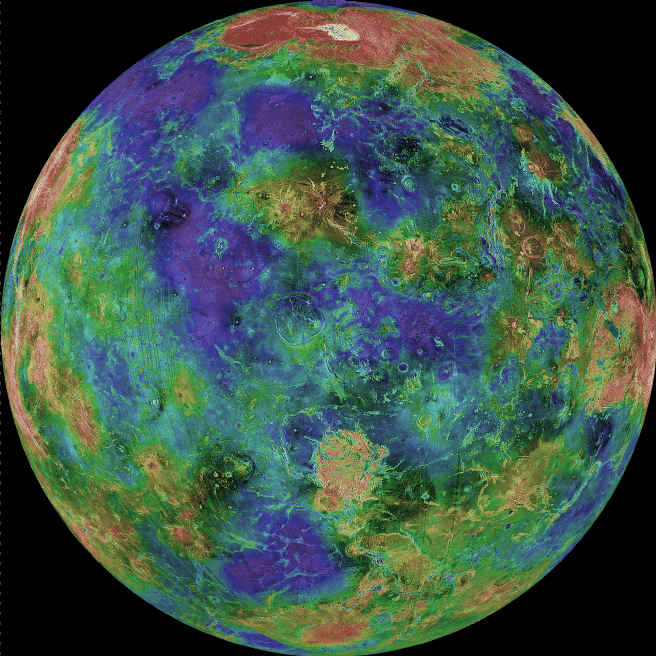
Топографическая карта Венеры по данным «Магеллана»

В августе 1990 года «Магеллан» вышел на вытянутую полярную орбиту вокруг Венеры с высотами от 295 км до 8500 км и периодом обращения 195 минут.
В каждый момент сближения с планетой аппарат с помощью радиолокатора картографировал узкую полосу шириной от 17 до 28 км. К сентябрю 1992 года аппарат осуществил съёмку 98 % поверхности планеты. Поскольку «Магеллан» многократно снимал многие участки с разных углов, это позволило составить трёхмерную модель поверхности, а также исследовать возможные изменения ландшафта. Стереоизображение получено для 22 % поверхности Венеры.
До «Магеллана» менее подробное картографирование Венеры было осуществлено аппаратами Пионер-Венера-1, Венера-15 и Венера-16 с разрешением в 1-2 км.

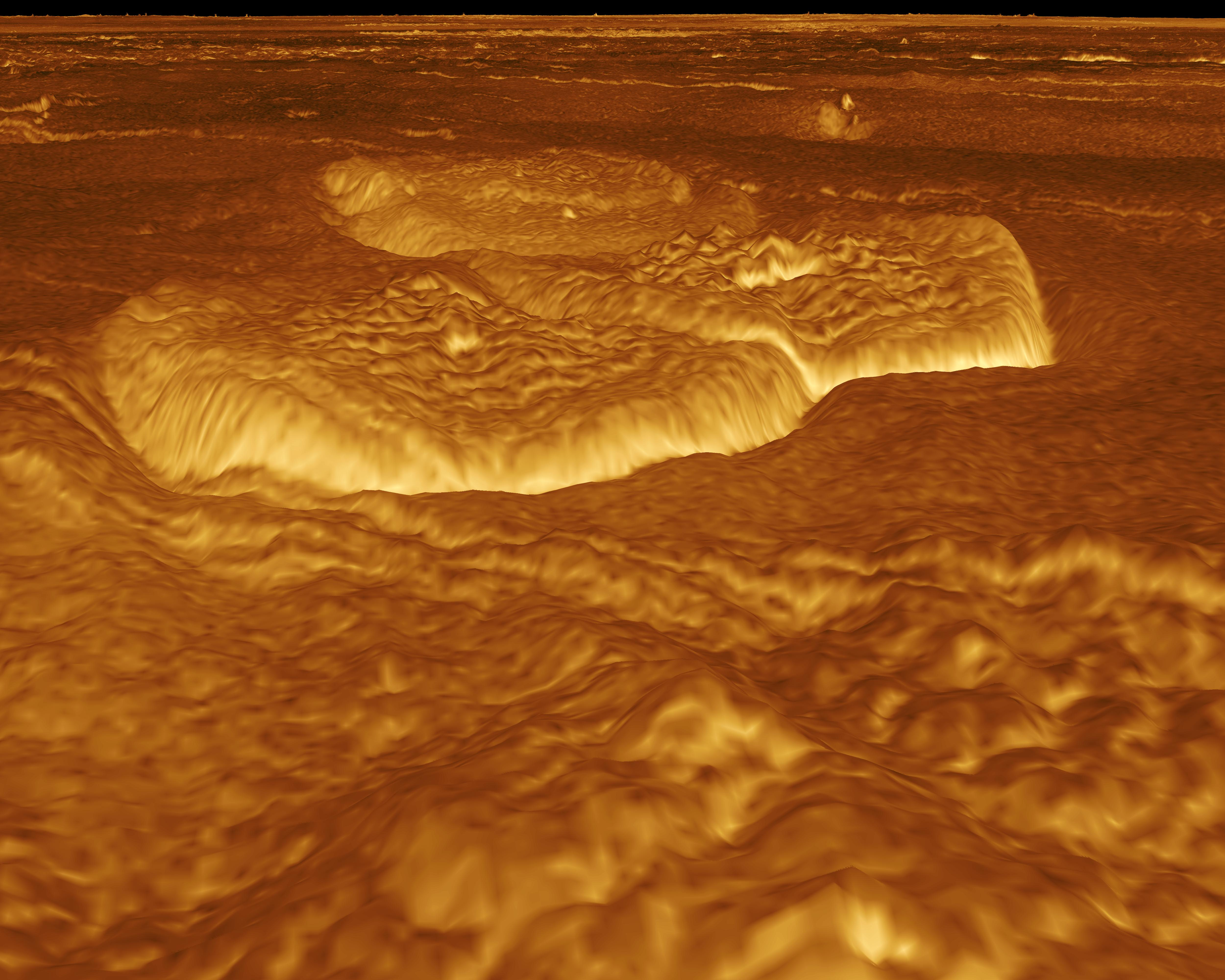
Трёхмерное изображение восточного края области Альфа

Создание подробной карты помогло лучше понять геологию Венеры. На планете имеется сравнительно немного кратеров, но часто встречаются образования вулканического происхождения (лавовые равнины и т. д.). Поверхность Венеры является молодой по геологическим меркам — менее 800 млн лет.
Аппарат обнаружил множество интересных особенностей (например, протяжённые «протоки» сверхвязкой лавы). Как ни странно, на Венере (в отличие от Марса) не обнаружено значимых признаков ветряной эрозии, а атмосферный перенос пыли и песка имеет ограниченный характер.
С сентября 1992 года по май 1993 года «Магеллан» исследовал гравитационное поле Венеры. В этот период он не осуществлял радиолокацию поверхности, а транслировал постоянный радиосигнал на Землю. По изменению частоты сигнала можно было определить малейшие изменения скорости аппарата (доплеровский эффект), что, в свою очередь, позволяло детектировать особенности гравитационного поля планеты.
С мая по август 1993 года «Магеллан» опробовал технологию атмосферного торможения. Нижняя точка орбиты была немного снижена, чтобы аппарат задевал верхние слои атмосферы и изменял параметры орбиты без затрат топлива. В августе орбита «Магеллана» составляла по высотам 180—540 км с периодом обращения 94 минуты. Это позволило провести более точные гравитационные измерения. В целом, была составлена «гравитационная карта» для 95 % поверхности планеты.
В сентябре 1994 года был проведён эксперимент по исследованию верхних слоёв атмосферы Венеры. Солнечные панели аппарата были развёрнуты подобно лопастям ветряной мельницы, а орбита «Магеллана» снижена. Это позволило получить информацию о поведении молекул в самых верхних слоях атмосферы. 11 октября орбита была снижена в последний раз, а 12 октября 1994 года контакт с аппаратом, приближавшимся к Венере по спирали, был потерян.
В 2022 году исследователи из Вашингтонского университета (США), благодаря изображениям, полученным космическим кораблём «Магеллан» с помощью Magellan SAR (радар с синтезированной апертурой) FMAP (радарная карта полного разрешения) с глобальными мозаиками левого и правого обзора с разрешением 75 метров на пиксель, используя программное обеспечение ArcGIS, составили самую подробную карту вулканов Венеры, которая, как они считают, также является самой полной картой вулканов всех планет Солнечной системы, включая Землю.